# Venice Immersive
Venice Immersive is het extended reality-onderdeel van het Filmfestival van Venetië en Biënnale van Venetië. Deze sectie wordt sinds 2017 jaarlijks georganiseerd. Aanvankelijk droeg dit onderdeel de naam Venice Virtual Reality, maar in 2022 maakte de organisatie Venice Immersive bekend als de nieuwe naam. Het onderdeel wordt georganiseerd op het eiland Isola del Lazzaretto Vecchio, bij Lido, Venetië. Het Filmfestival van Venetië was de eerste van de vijf grootste filmfestivals wereldwijd, die virtual reality opnam in het programma. Daarmee is dit wereldwijd het belangrijkste podium voor het opkomende medium binnen film. In 2023 waren 5 van de 28 projecten in de officiële selectie Nederlandse (co-)producties.

## Programma
Jaarlijks maakt de organisatie de officiële selectie bekend van de beste immersieve projecten van dat jaar. Een deel hiervan is in competitie voor de prijzen. Een aantal filmprojecten wordt buiten de competitie geselecteerd. Er is tevens een Biennale College Cinema VR.

## Prijzen
De prijzen worden toegekend door een jaarlijks verkozen internationale vakjury. De winnaar van de hoofdprijs van het voorgaande jaar  neemt tevens deel aan de jury. De prijzen in dit onderdeel, in volgorde van belang, zijn:
- Venice Immersive Grand Prize (Gran Premio)
- Venice Immersive Special Jury Prize (Premio Speciale della Giuria)
- Venice Immersive Achievement Prize (Premio per la Realizzazione)